# Agnès (prenom)
Agnès és un prenom femení català d'origen grec antic.

## Origen
El prenom «Agnès» podria derivar del grec antic ἁγνή (hagnè (f) = 'pura').

## Difusió
| Versions en altres llengües | Versions en altres llengües              |
| --------------------------- | ---------------------------------------- |
| Albanès                     | Agnesa, Anjezë                           |
| Alemany                     | Agnes                                    |
| Alt sòrab                   | Hańža, Hańžka                            |
| Anglès                      | Agnes                                    |
| Aragonès                    | Ainés                                    |
| Àzeri                       | Inessa                                   |
| Baix alemany                | Nese, Neese, Neske, Neeske, Agnes, Agnis |
| Belarús                     | Агнеса (Ahnesa)                          |
| Bretó                       | Oanez                                    |
| Danès                       | Agnes, Agnete, Agnethe                   |
| Eslovac                     | Agnesa                                   |
| Eslovè                      | Neža, Nežka, Nežika, Agnes, Agneza       |
| Espanyol                    | Inés                                     |
| Feroès                      | Agnas                                    |
| Finlandès                   | Aune, Agnes, Agneta                      |
| Francès                     | Agnès, Inès                              |
| Grec                        | Αγνή (Agni)                              |
| Hawaià                      | ʻAkeneki                                 |
| Hongarès                    | Ágnes, Ági                               |
| Islandès                    | Agnes                                    |
| Italià                      | Agnese                                   |
| Letó                        | Agnese                                   |
| Lituà                       | Agnė                                     |
| Llatí                       | Agnes                                    |
| Neerlandès                  | Agnes                                    |
| Noruec                      | Agnes                                    |
| Occità                      | Agnès                                    |
| Polonès                     | Agnieszka                                |
| Portuguès                   | Inês                                     |
| Rus                         | Агнесса (Agnessa), Агния (Agnija)        |
| Sami                        | Ávdnos                                   |
| Suec                        | Agneta, Agnes, Agnetha                   |
| Txec                        | Anežka                                   |
| Ucraïnès                    | Агнеса (Ahnesa), Агнія (Ahnija)          |

## Biografies

### Catalanes
- Agnès Armengol i Altayó (1852 - 1932), escriptora i poetessa sabadellenca.
- Agnès Pardell i Veà, (Llardecans, Segrià, 1954), advocada i política
- Agnès Tejada coneguda com a Venus, locutora de ràdio i presentadora de televisió.

### Altres
- Agnès de França i de Provença (1260 - Lantenay 1327), princesa de França i duquessa consort de Borgonya (1279-1305).
- Agnès de França i de Xampanya (1171 - 1240), princesa de França i emperadriu consort de l'Imperi Romà d'Orient (1180-1183 i 1183-1185).
- Agnès de Merània (c 1172 - 1201), reina consort de França.
- Agnès de Peitieu, Agnès de Poitiers o Agnès d'Aquitània (1103-1159), reina d'Aragó.
- Agnès de Babenberg (1111 – 25 de gener del 1157), muller de Ladislau II de Polònia.
- Agnès Visconti (Agnese Visconti) (Senyoriu de Milà 1362 - Senyoriu de Màntua 1391), princesa de Milà de la família Visconti que va esdevenir senyora consort de Màntua.
- Agnès Baltsa, (Leucas, 19 de novembre de 1944), mezzosoprano grega.
- Agnès de Castro (Galícia 1325 - Coïmbra 1355), reina consort de Portugal.
- Agnès de Navarra, (1334 - 1396), infanta de Navarra i comtessa consort.